# Colobochyla
Colobochyla is een geslacht van vlinders van de familie spinneruilen (Erebidae), uit de onderfamilie Phytometrinae.

## Soorten
- C. auricularia Lucas, 1895
- C. interpuncta Grote, 1872
- C. ligata Lucas, 1895
- C. mabillealis (Viette, 1954)
- C. platyzona (Lederer, 1870)
- C. saalmuelleralis (Viette, 1954)
- C. saalmulleralis Viette, 1954
- C. salicalis

Booglijnuil (Denis & Schiffermüller, 1775)